# Dorcadion martini
Dorcadion martini är en skalbaggsart som beskrevs av Bernhauer D. 1988. Dorcadion martini ingår i släktet Dorcadion och familjen långhorningar. Inga underarter finns listade i Catalogue of Life.